# Роздільнянська районна державна адміністрація
Роздільнянська районна державна адміністрація (Роздільнянська РДА)  — місцевий орган державної влади, який входить до системи органів виконавчої влади України, та здійснює функції та повноваження виконавчої влади, визначені законодавством України, на території Роздільнянському районі Одеської області, а також реалізує повноваження, делеговані Одеською обласною та Роздільнянською районною радами.
З 16 грудня 2020 року до 1 квітня 2021 року  перебувала у стані реорганізації у зв'язку з приєднанням Великомихайлівської та Захарівської райдержадміністрацій.
У зв'язку з широкомасштабним вторгненням Росії 24 лютого 2022 року набула статусу військової адміністрації.

## Історія
До 16 грудня 2020 року повноваження адміністрації розповсюджувались на території Роздільнянського району старого адміністративно-територіального поділу. До складу району входило 20 рад: 1 міська, 1 селищна та 20 сільських, на території району знаходилось 86 населених пунктів: 1 місто, 1 смт, 2 селища и 84 села. 
У результаті адміністративно-територіальної реформи кількість районів Одеської області скоротилась з 26 до 7. Унаслідок чого були реорганізовані РДА. До Роздільнянської РДА були приєднані Великомихайлівська та Захарівська райдержадміністрації.
Нині повноваження РДА розповсюджуються на 9 територіальних громад району: 1 міської, 5 селищних та 3 сільських. До складу нового району входить 209 населених пунктів: 1 місто, 5 смт, 2 селища і 201 села.

## Структурні підрозділи
Структура Роздільнянської районної державної адміністрації
Голова адміністрації 
Перший заступник голови адміністрації  
Керівник апарату адміністрації
Структурні підрозділи апарату Роздільнянської районної державної адміністрації
● Управління соціального захисту населення
● Фінансове управління
● Відділ освіти, культури, молоді та спорту
● Відділ ведення Державного реєстру виборців
● Відділ житлово-комунального господарства, містобудування, архітектури, інфраструктури, енергетики та захисту довкілля
● Архівний відділ
● Служба у справах дітей
● Сектор містобудування та архітектури
● Сектор з питань оборонної роботи, цивільного захисту та взаємодії з правоохоронними органами
● Сектор фінансового-господарського забезпечення
● Районний центр соціальних служб
| Прізвище, ім’я та по батькові                          | Посада |
| ------------------------------------------------------ | --- |
| ПРИХОДЬКО Сергій Миколайович                           | Голова районної державної адміністрації                                                                                            |
| Апарат районної державної адміністрації                | |
| ГОЛОВКО Ольга Яківна                                   | Керівник апарату районної державної адміністрації                                                                                  |
| СТАШЕВСЬКА Ірина Вікторівна                            | Завідувач сектору фінансово-господарського забезпечення апарату                                                                    |
| ЧЕХОВСЬКИЙ Сергій Вікторович                           | Начальник відділу ведення Державного реєстру виборців апарату                                                                      |
| ЛЄВЧУК Тетяна Юріївна                                  | Головний спеціаліст з питань документообігу апарату                                                                                |
| КОВПАК Юлія Сергіївна                                  | Головний спеціаліст з питань управління персоналу апарату                                                                          |
| МИНДРА Вікторія Георгіївна                             | Головний спеціаліст з питань роботи із зверненнями громадян апарату                                                                |
| КІДГОТКО Катерина Анатоліївна                          | Головний спеціаліст з питань правової роботи, запобігання та виявлення корупції апарату                                            |
| ЛАДУНСЬКА-АМОНС Ольга Валеріївна                       | Головний спеціаліст з питань інформаційної та організаційної діяльності апарату                                                    |
| ДАЦЮК Олена Петрівна                                   | Провідний спеціаліст з питань мобілізаційної роботи апарату                                                                        |
| Структурні підрозділи районної державної адміністрації | |
| КОЛОДЄЄВА Ольга Олександрівна                          | Начальник фінансового управління                                                                                                   |
| РОМАНЕНКО Ігор Олександрович                           | Начальник відділу житлово - комунального господарства, містобудування, архітектури, інфраструктури, енергетики та захисту довкілля |
| ЗНАХАРУК Лариса Вікторівна                             | Начальник управління соціального захисту населення                                                                                 |
| ШЛИЧОК Наталія Степанівна                              | Начальник служби у справах дітей                                                                                                   |
| КАЛЬНЄВА Алла Анатоліївна                              | Начальник архівного відділу |
| ТАРНАВСЬКА Наталія Іванівна                            | Начальник відділу освіти, культури, молоді та спорту                                                                               |
| АЛЬСАУДІ Галина Іванівна                               | Начальник відділу надання адміністративних послуг                                                                                  |
| СТАШЕВСЬКИЙ Анатолій Вікторович                        | Завідувач сектору з питань оборонної роботи, цивільного захисту та взаємодії з правоохоронними органами                            |

| ПІБ                            | Період                             |
| ------------------------------ | ---------------------------------- |
| Петров Василь Григорович       | — 12 червня 1997                   |
| Мірошников Анатолій Михайлович | 17 липня 1997 — 11 липня 2000      |
| Богуненко Анатолій Борисович   | 9 серпня 2000 — 10 червня 2003     |
| Манзар Олександр Якович        | 15 липня 2003 — 7 березня 2005     |
| Мамедов Надірбег Камілович     | 28 березня 2005 — 28 лютого 2008   |
| Могилко Олексія Миколайович    | 21 квітня 2010 — 5 жовтня 2011     |
| Кураков Олег Михайлович        | 16 листопада 2011 — 11 жовтня 2013 |
| Карпенко Андрій Аркадійович    | 10 жовтня 2015 — 15 червень 2016   |
| Бараненко Наталія Вікторівна   | 22 травня 2017 — 15 січня 2020     |
| Приходько Сергій Миколайович   | 15 січня 2020 — 16 січня 2021      |
| Приходько Сергій Миколайович   | 16 січня 2021 — сьогодні           |